# Smrk – Troják v Lánech
Smrk – Troják v Lánech je památný strom v lese u Plzně. Solitérní smrk ztepilý (Picea abies) se nachází v nadmořské výšce 360 m, cca 750 m severozápadě od křižovatky silnic na Ledce a na Záluží. Je součástí Sigmondovy naučné stezky. Ve výšce 2,5 m se rozděluje na tři přímé kmeny, zajímavý je i vzácný čarověník na vrcholku stromu. Stáří stromu je odhadováno na 160 let (rok 2016), výška smrku podle posledního měření v roce 1998 činí 38 m a šířka koruny 12 m. Obvod kmene v roce 2009 dosahoval 344 cm. Dne 1. října 1987 byl Troják v Lánech prohlášen za chráněný památný strom s kruhovým ochranným pásmem o poloměru 10 m (měřeno od paty kmene).
Při přechodu vichřice Ignatz 21. října 2021 se u paty zlomily a zřítily dva z kmenů smrku.

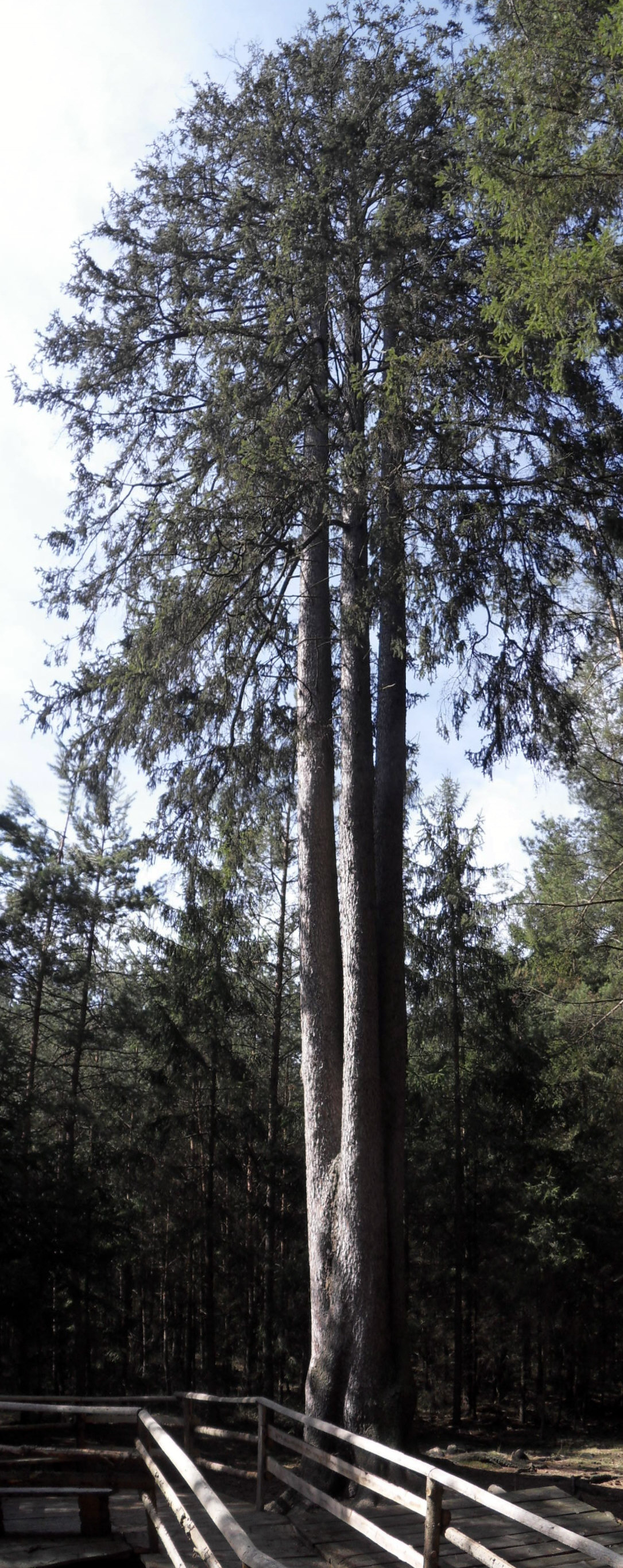
Celkový pohled na strom